# Setodes minutus
Setodes minutus är en nattsländeart som beskrevs av Tsuda 1942. Setodes minutus ingår i släktet Setodes och familjen långhornssländor. Inga underarter finns listade i Catalogue of Life.